# Iaremcea
Iaremcea (în poloneză Jaremcze, în ucraineană Яремче) este un oraș în Ucraina, centru administrativ al raionului omonim din regiunea Ivano-Frankivsk. Orașul a fost fondat în anul 1787, în perioda administrației austriece a Galiției. Are circa 8 mii de locuitori. Iaremcea este situată pe malul râului Prut, în Carpații Pocuției, și este cea mai importantă stațiune montană din Ucraina.

## Demografie
Componența lingvistică a orașului Iaremcea
     Ucraineană (98,99%)
     Alte limbi (0,88%)
Conform recensământului din 2001, majoritatea populației orașului Iaremcea era vorbitoare de ucraineană (98,99%), existând în minoritate și vorbitori de alte limbi.